# Dolní Ředice
Dolní Ředice (en allemand : Nieder Reditz) est une commune du district et de la région de Pardubice, en Tchéquie. Sa population s'élevait à 1 046 habitants en 2024.

## Géographie
Dolní Ředice se trouve à 12 km au nord-est du centre de Pardubice, à 17 km au sud-est de Hradec Králové et à 107 km à l'est de Prague.
La commune est limitée par Rokytno et Chvojenec au nord, par Horní Ředice à l'est, par Dolní Roveň et Dašice au sud, et par Časy et Choteč à l'ouest.

## Histoire
La première mention écrite du village date de 1336.

## Transports
Par la route, Dolní Ředice se trouve à 5 km de Holice, à 13 km de Pardubice, à 19 km de Hradec Králové et à 125 km de Prague. 